# Opanás Slastion
Opanás Gueorgiovich Slastion (en ucraniano: Опанас Георгійович Сластьон; Berdiansk, gobernación de Táurida, 2 de diciembre de 1855 - Mírjorod, 24 de septiembre de 1933) fue un artista gráfico, pintor y etnógrafo ucraniano.

## Biografía
Nació en la ciudad portuaria de Berdiansk del Mar de Azov. Estudió en la Academia Imperial de las Artes de San Petersburgo, donde se graduó en 1882, e investigó los documentos cosacos en los archivos del Ministerio de Defensa ruso aprovechando su estatus de artista del ministerio. En este tiempo también fue presidente del Club Ucraniano. 
En 1900, Slastion se mudó a Mírjorod y trabajó como profesor en la Escuela de Artes y Oficios (más tarde rebautizada como Escuela Vocacional Estatal de Cerámica) en Mírjorod. En este tiempo era amigo y mantenía correspondencia con Dmitro Yavornitski.Se le describe como una persona muy talentosa, perfeccionó sus talentos en el canto, la bandura, la etnografía, el periodismo, la educación, el diseño y la arquitectura, a Opanás Slastion se le considera un auténtico enciclopedista ucraniano.
Durante los acontecimientos de la revolución rusa, se dedicó a rescatar obras maestras artísticas de las propiedades de familias nobles. A partir de 1918 dirigió la comisión para la colección de tesoros culturales y artísticos del Ministerio de Educación Nacional. Gracias a la iniciativa de Slastion, se conservó una parte importante de los objetos de valor de las propiedades de los Muraviov-Apostol (deJomutets), Hoholiv-Yanovski (de Veliki Soróchintsi), Kapnist (de Velika Obújivka) y Troshchinski (Yareski). El material recopilado posteriormente sirvió de base para el Museo de Historia de Mírjorod.
El 24 de septiembre de 1933, Slastion murió y fue enterrado en el cementerio de Mírjorod.

## Obras gráficas
En la época en que Slastion crecía, había oportunidades para que algunos ucranianos reconocieran sus talentos en la capital imperial y en Europa occidental. Muchos talentosos intérpretes ucranianos se unieron a coros de la corte y compañías de teatro, ópera y ballet, y los artistas ucranianos se sintieron atraídos por la Academia de las Artes de San Petersburgo. En el siglo XIX, entre estos artistas ucranianos se encontraba el famoso poeta y escritor Tarás Shevchenko, cuyos escritos, grabados y pinturas dedicados a temas etnográficos ucranianos (pinturas de género y retratos) le influyeron enormemente, quien se convirtió en el primer ilustrador de Kobzar de Shevchenko (el ilustraciones de Haidamaki). Como pintor, a Slastion se le atribuye la representación de series de retratos cosacos y kobzar y escenas de la vida rural ucraniana.
Opanás Slastion fue el teórico, inspirador e implementador más importante del modernismo arquitectónico ucraniano. En 1902-1903 apoyó a Vasil Krichevski en sus esfuerzos por promover el estilo arquitectónico ucraniano del edificio Zemstvo en Poltava (ahora Museo de Historia de Poltava).En 1913-1916, Slastion diseñó varios proyectos escolares de zemstvo para el raión de Lójvitsia. Una característica distintiva de estas escuelas eran las ventanas trapezoidales, los techos inclinados y las altas torres, así como la decoración de ladrillo en la fachada, que repetía los patrones populares ucranianos. Los diseños fueron aprobados por el zemstvo de Lójvitsia y fueron ampliamente utilizados: se construyeron más de 50 edificios según estos planos. El ejemplo de la construcción de estas escuelas dio lugar a una serie de préstamos e imitaciones en otras regiones, incluidas Cherkasy, Kiev y Mikolaiv.

## Obras musicales
Slastion fue uno de los propagadores más activos del arte de los kobzars. En realidad, él mismo fue el primer bandurista vidente destacado y tutor de los tiempos modernos. El kobzar Iván Kuchuhura-Kucherenko se quedó con él en Mírjorod para perfeccionar su interpretación de dumas (poemas épicos cantados). Danilo Pika, uno de los fundadores de la capella bandurista de Poltava (de la que se convirtió en su director), inicialmente aprendió a tocar la bandura con Slastion en Mírjorod. Más adelante en su vida, a principios de la década de 1930, Slastion diseñó la forma de la bandura estándar de Kiev, la familiar forma moderna del instrumento. Algunos otros instrumentos de la familia bandura (como los fabricados por Iván Skliar, por ejemplo) también se inspiraron en los diseños de Slastion.
Slastion también fue un destacado folclorista y etnógrafo ucraniano. En 1875, entonces estudiante de la Academia de Artes de San Petersburgo y folclorista en ciernes, pasó sus vacaciones en Ucrania y tuvo la oportunidad de conocer el arte del kobzar Nejovaizub. En 1876, viajó con P. Martínovich a Lójvitsia y grabaron la parodia de la duma del kobzar Iván Kravchenko. En 1902-1903 fue uno de los iniciadores de la idea de preservar la música kobzar mediante la grabación sonora con ayuda del fonógrafo recientemente inventado. En 1906, Slastion conoció al kobzar Zhovnianski, grabó sus actuaciones de duma y pintó su retrato.
En 1908, en Yalta, Slastion ayudó a Lesya Ukrainka y a su marido Kliment Kvitka a realizar grabaciones en directo en cilindros de fonógrafo de las dumas interpretadas por el virtuoso ciego Hnat Honcharenko, como parte del gran proyecto de la preservación de la música kobzar. Estas grabaciones fueron transcritas por Filaret Kolessa, quien más tarde las publicó en su colección Melodiyi ukrayins'kykh narodnykh dum (Las melodías de las dumas populares ucranianas). Se sabe que Slastion mantuvo correspondencia con otro conocido kobzar ciego, Tereshko Parjomenko (1872-1910). En 1909, Slastion grabó el repertorio de kobzar Hovtan, incluida la duma La viuda y sus tres hijos. Se pueden encontrar selecciones del repertorio de Slastion grabadas originalmente en cilindros de cera en un disco publicado como dedicatoria a Lesya Ukrainka.

## Galería

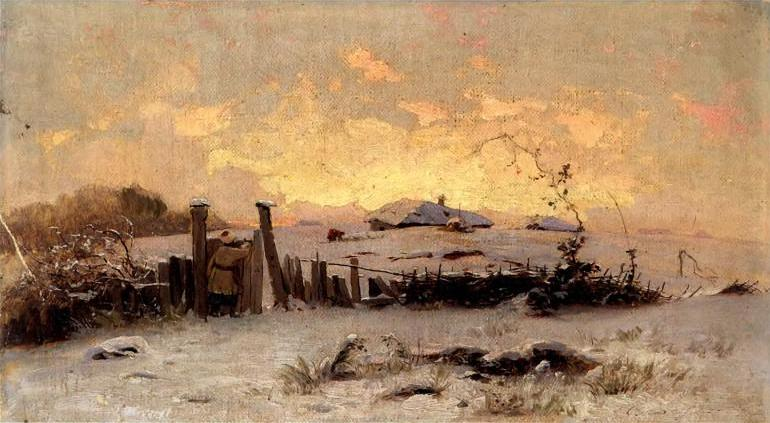
Tarde de invierno en Chernígiv (1889)
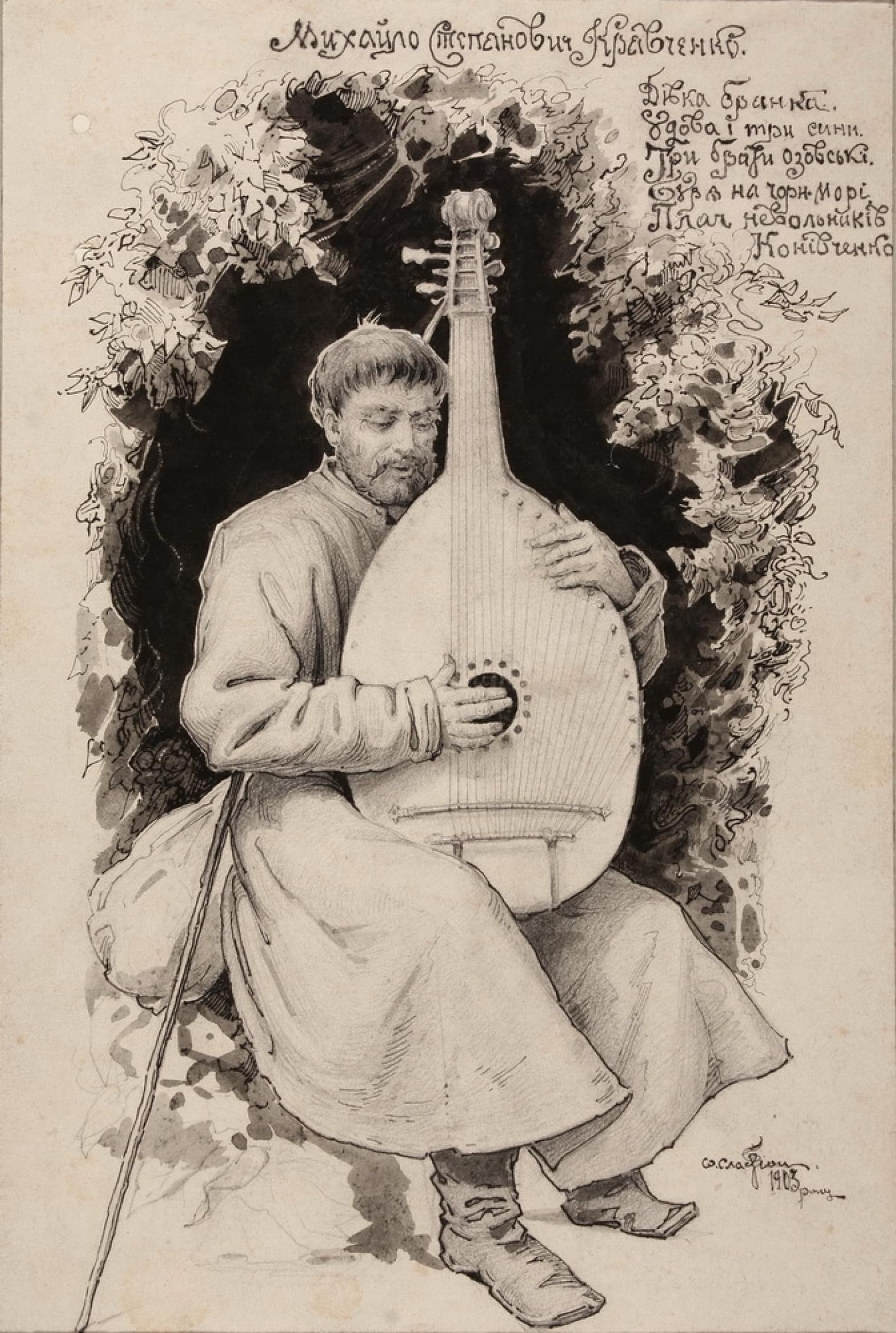
Retrato del kobzar Mijailo Kravchenko (1903)
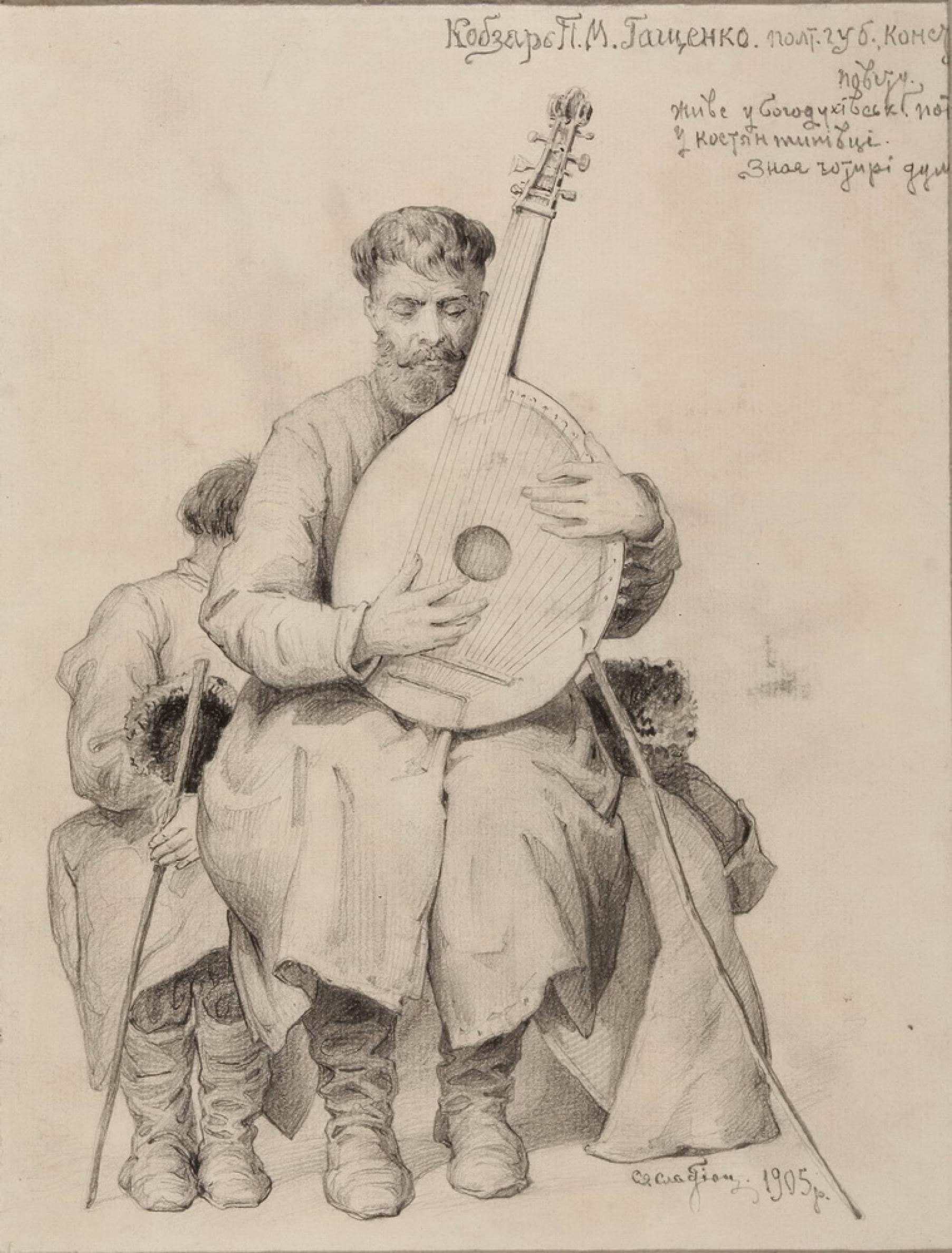
Retrato del kobzar Pavló Hashchenko (1905)
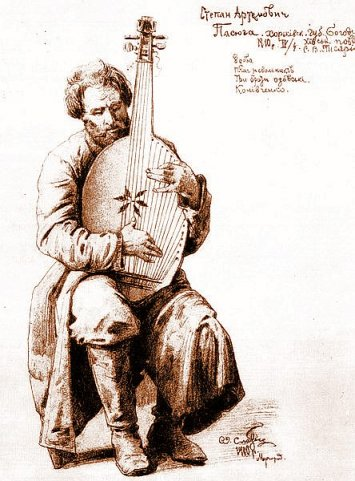
Retrato del kobzar S. Pasiuha (1910)
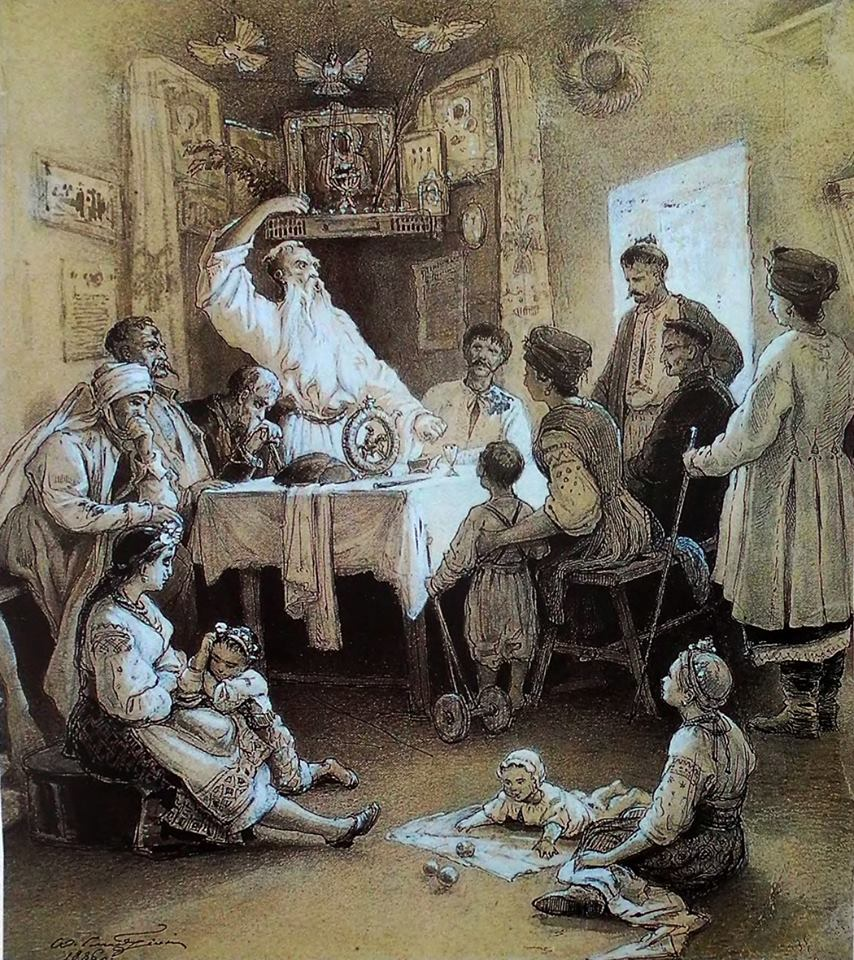
Grabados del Haidamaki de Tarás Shevchenko